# Apochinomma dacetonoides
Apochinomma dacetonoides är en spindelart som beskrevs av Cândido Firmino de Mello-Leitão 1948. 
Apochinomma dacetonoides ingår i släktet Apochinomma och familjen flinkspindlar. Artens utbredningsområde är Guyana. Inga underarter finns listade i Catalogue of Life.